# Cromatina

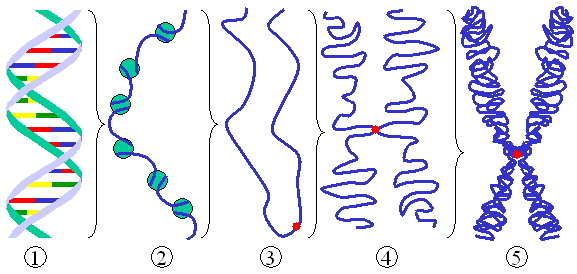
Differenti livelli di condensazione del DNA:
(1) DNA a doppia elica
(2) Cromatina: filo di DNA con istoni
(3) Cromatina non condensata durante l'interfase
(4) Cromatina condensata durante la profase (sono presenti due copie di molecole di DNA)
(5) Cromosoma durante la metafase.

La cromatina è la sostanza che forma il nucleo cellulare degli organismi eucarioti durante la fase funzionale della cellula (interfase). È costituita da DNA associato a proteine basiche dette istoni, proteine acide ed RNA.
Nell'interfase la cromatina si presenta come un filamento "a collana di perle" in cui il DNA è ripiegato su gruppi di istoni formando strutture dette nucleosomi, che permettono l'accesso all'enzima RNA polimerasi per la trascrizione e successivamente alla DNA polimerasi per la duplicazione. Inoltre, in base ai tipi di geni trascritti, la cromatina è meno condensata quando è associata a geni trascrizionalmente attivi (eucromatina) rispetto a geni inattivi (eterocromatina). Modificazioni epigenetiche degli istoni determinano un cambiamento nella struttura della cromatina. Con il progredire del ciclo cellulare si assiste a un graduale aumento della compattazione della cromatina fino all'inizio della mitosi e alla comparsa dei cromosomi.
Il nome cromatina, dato da Walther Flemming nel 1879, deriva storicamente dalla intensa colorazione assunta dal nucleo ai coloranti basici.

## Modalità di avvolgimento della cromatina
Esistono diversi livelli di organizzazione della cromatina:
1. La fibra da 10 nm di diametro è il primo livello, è uno stadio detto "filo a collana di perle" per il suo aspetto. In questo stadio il DNA è avvolto attorno agli istoni, senza ulteriori ripiegamenti.
2. La fibra da 30 nm di diametro è il secondo livello. In esso la cromatina assume un aspetto solenoidale grazie alle interazioni tra le code degli istoni di un nucleosoma, con quelle dei nucleosomi adiacenti, nonché grazie agli istoni H1. Questi istoni sono più grandi di quelli che formano l'ottamero del corpo del nucleosoma e si trovano in rapporto 1:1 con esso. Ogni istone H1 possiede un corpo centrale e due code che aderiscono sia all'ottamero che ai filamenti di DNA in entrata e in uscita. La sua interazione con il DNA linker, cioè il filamento di DNA che connette i singoli nucleosomi avente lunghezza variabile (da 38 a 53 bp nell'uomo), gli permette di direzionarlo in modo da contribuire al ripiegamento solenoidale. Tuttavia non sono del tutto note le sue funzioni in rapporto al superavvolgimento della cromatina. La fibra da 30 nm è lo stadio in cui si trova la cromatina attiva in interfase (periodo compreso fra due divisioni cellulari), cioè la cromatina che viene trascritta.
3. La fibra da 300 nm di diametro o fibra ad ansa: la cromatina si ripiega ulteriormente su se stessa grazie anche all'aiuto di altre proteine, dette proteine "scaffolding", che servono come base per la strutturazione delle anse, che costituiscono così dei domini Topologici chiusi, cioè indipendenti l'uno dall'altro in termini di superavvolgimento.
4. La fibra da 700 nm di diametro: la cromatina si super-avvolge, è il diametro dei singoli cromatidi.
5. La fibra da 1400 nm di diametro è il livello di condensazione massimo, quello dei cromosomi metafasici.

## Funzioni della cromatina
- impacchettamento del DNA
- rafforzare il DNA per permettere la mitosi
- prevenire danni al DNA
- controllare la replicazione del DNA e l'espressione del gene

## Tipi di cromatina
Tramite un microscopio elettronico, le fibre di cromatina sono distinguibili grazie alla loro condensazione durante la divisione cellulare. Durante l'interfase, la cromatina è più espansa: questa configurazione è necessaria perché l'informazione genetica possa esprimersi.
Si distinguono due tipi di cromatina:
- eucromatina: meno condensata e corrisponde a zone in cui vi è un'intensa attività di trascrizione per la sintesi proteica (ossia di copia delle molecole di DNA in molecole di RNA messaggero, mRNA);
- eterocromatina è la componente più condensata, costituisce circa il 10% del genoma e non sembra presentare attività di trascrizione. Si distinguono due tipi di eterocromatina: l'eterocromatina costitutiva, che rimane tale durante tutto lo sviluppo, ed è presente in posizione identica su entrambi i cromosomi omologhi di un paio, e l'eterocromatina facoltativa, che varia di condizione (rilassata ed espressa/condensata e inattiva) a seconda dei diversi tipi cellulari (es: inattivazione cromosoma X per la formazione del corpo di Barr) e delle diverse fasi dello sviluppo.

### Regolazione dell'eterocromatina
L'eterocromatina, parte costitutiva dei cromosomi (ne forma in particolare il centromero e i telomeri) è costituita perlopiù da tratti di genoma non codificante. Il suo alto grado di condensazione impedisce ad ogni gene eucromatico in essa presente di essere trascritto, per cui è considerabile come "spento" o "silenziato". Qualunque gene venga estratto da eucromatina e condensato in eterocromatina viene silenziato. La conseguenza dello spostamento di un gene ne determina quindi l'espressione ed è detta effetto di posizione. Le zone di eucromatina posizionate in prossimità di eterocromatina tendono a presentare geni silenziati che possono essere ereditati nella progenie. Gli effetti di posizione sono responsabili, tra le altre cose, del silenziamento di uno dei due cromosomi X nella femmina di mammifero. Esistono alcune decine di geni che codificano per proteine appartenenti al gruppo delle proteine cromosomiche non istoniche le quali si legano a specifiche sequenze degli istoni dell'ottamero del nucleosoma, influenzando l'espressione genetica nei geni ivi presenti. La conservazione delle proteine istoniche nel tempo è parzialmente giustificata dai meccanismi di controllo genetico da parte dell'epigenoma.

### Regolazione degli istoni
Gli istoni, a differenza di quanto si pensava in passato, sono proteine soggette ad una notevole varietà di modificazioni covalenti reversibili. La maggior parte di queste modificazioni avviene sulla coda N-terminale dell'ottamero, ma talvolta possono avvenire anche sul corpo del nucleosoma, in particolare sulle catene laterali degli amminoacidi di un istone. L'acetilazione della lisina o dell'arginina, che tende ad allentare la struttura della cromatina poiché rimuove la carica positiva di questo amminoacido (conseguentemente il DNA, carico negativamente, aderirà meno strettamente agli istoni) avviene ad opera di istone acetil-transferasi (HAT, histone acetyl transferase), la loro deacetilazione da parte di deacetilasi (HDAC), la loro (mono)metilazione, dimetilazione o trimetilazione da parte di una serie di tre istone metil-trasferasi, cui corrispondono altre tre demetilasi. Una lisina o un'arginina non possono essere contemporaneamente acetilate o metilate. 
Altre possibili modificazioni sono la fosforilazione della serina e l'ubiquitinazione. La modificazione di un istone, per esempio una metilazione, può essere riprodotta su più nucleosomi, percorrendo grandi distanze lungo la cromatina di un cromosoma. Questo perché gli stessi enzimi che fungono da "scrittori" istonici, e che quindi modificano l'istone, possono lavorare in concerto con specifiche proteine "lettrici" le quali riconoscono la modificazione appena effettuata dallo scrittore e fungono da "ponte" per ulteriori modificazioni dello stesso tipo nei nucleosomi adiacenti. I processi di "scrittura" e "lettura" consumano ATP. Per evitare che uno o più processi di lettura-scrittura proseguano senza regolazione lungo diversi nucleosomi e quindi attivino o silenzino indiscriminatamente geni, esistono delle sequenze barriera che bloccano questi complessi. 
La mancanza di una sequenza barriera può, come è facilmente intuibile, avere effetti rilevanti su un organismo. Queste sequenze contengono siti di legame per acetilasi e deacetilasi, per cui i suoi amminoacidi sono intensamente acetilati, impedendo che il complesso lettore-scrittore possa metilarli, condensandoli in eterocromatina. Gli istoni fortemente metilati invece attirano oltre al complesso lettore-scrittore anche delle proteine di rimodellamento della cromatina, con la funzione di condensare (con consumo di ATP) i nucleosomi metilati in eterocromatina. 
La modificazione di un istone varia in base ai tempi del ciclo cellulare, ed il loro reclutamento dipende da proteine regolatorie dei geni. Le modificazioni, sebbene siano promosse da queste proteine, non vi sono direttamente legate e persistono anche dopo la loro scomparsa, determinando l'eredità epigenetica. Queste modificazioni a loro volta attraggono proteine regolatrici specifiche che hanno affinità per un dominio di cromatina modificato in modo appropriato per quel tipo di proteina e non per altre.
È possibile regolare gli istoni in un nucleosoma mediante sostituzione di alcuni componenti o di tutto l'ottamero con istoni alternativi. Tali istoni si trovano in quantità molto inferiori rispetto a quelle dei quattro principali formanti l'ottamero. Ne esistono per ciascun istone, fatta eccezione per l'H4. Ne sono esempi H3.3, che promuove la trascrizione del DNA avvolto attorno al nucleosoma che lo contiene, CENP-A che svolge funzioni a livello del centromero e collabora alla formazione del cinetocore, H2AX, che partecipa alla riparazione del DNA, H2AZ, con un ruolo importante nella segregazione cromosomica, macroH2A, con un ruolo di repressione trascrizionale (opposto a H3.3) ed inattivazione di uno dei due cromosomi X nella femmina. A differenza degli istoni dell'ottamero che sono sintetizzati in particolare nella fase S del ciclo cellulare, subito dopo la duplicazione del DNA, queste varianti istoniche sono sintetizzate durante l'interfase.